# Domínio de Satsuma

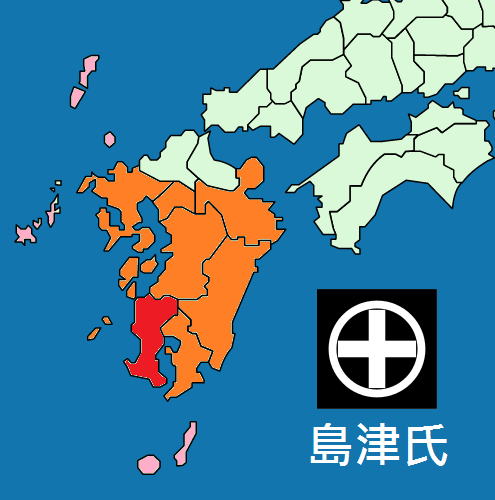
A expansão máxima do Domínio de Satsuma em Kyushu, por volta de 1586.

Bandeira do Domínio de Satsuma

O Domínio de Satsuma (em japonês: 薩摩藩, Satsuma Han) foi um feudo que existiu no sul da ilha Kyushu, no Japão, entre o início do século XVII e finais do século XIX (período Edo), oficialmente até 1871, quando as províncias que dominava passaram para o domínio do governo japonês, após a Restauração Meiji.
A capital do domínio era a cidade de Kagoshima (cidade). O domínio era dominado pelo clã Shimazu, que já controlava a província de Satsuma por cerca de quatro séculos, antes do estabelecimento do domínio e, em finais do século XVI, já dominava praticamente toda a ilha.

## Líderes do Domínio de Satsuma
- Clã Shimazu 1602-1871 (Tozama; 770,000 koku)

|    | Name                          | Tenure    |
| -- | ----------------------------- | --------- |
| 1  | Shimazu Iehisa (島津家久)     | 1602–1638 |
| 2  | Shimazu Mitsuhisa (島津光久)  | 1638–1687 |
| 3  | Shimazu Tsunataka (島津綱貴)  | 1687–1704 |
| 4  | Shimazu Yoshitaka (島津吉貴)  | 1704–1721 |
| 5  | Shimazu Tsugutoyo (島津継豊)  | 1721–1746 |
| 6  | Shimazu Munenobu (島津宗信)   | 1746–1749 |
| 7  | Shimazu Shigetoshi (島津重年) | 1749–1755 |
| 8  | Shimazu Shigehide (島津重豪)  | 1755–1787 |
| 9  | Shimazu Narinobu (島津斉宣)   | 1787–1809 |
| 10 | Shimazu Narioki (島津斉興)    | 1809–1851 |
| 11 | Shimazu Nariakira (島津斉彬)  | 1851–1858 |
| 11 | Shimazu Tadayoshi (島津忠義)  | 1858–1871 |